# John Leigh
John Leigh, né en 1965, est un acteur néo-zélandais.

## Filmographie (non exhaustive)
- 1992 : Chunuk Blair : Porky
- 1995 à 1998 : Shortland Street (série télévisée, 34 épisodes) : Lionel Skeggins
- 1996 : Fantômes contre fantômes (The Frighteners) de Peter Jackson : Bryce Campbell
- 2000 : Jack, le vengeur masqué (saison 1, épisode 2) : Martin
- 2001 : Stickmen : Dave
- 2001 à 2003 : Mercy Peak (série télévisée, 8 épisodes) : Chook Bracey
- 2002 : Alerte maximum (téléfilm) : adjoint Rollins
- 2002 : Le Seigneur des anneaux : Les Deux Tours : Háma
- 2003 : Power Rangers : Force Cyclone (série télévisée, 3 épisodes) : Supertoxipod (voix)
- 2004 : Une famille pour la vie (téléfilm) : Jeremy
- 2004 : Power Rangers : Dino Tonnerre (série télévisée, 5 épisodes) : Insectolite (voix)
- 2004 : Spooked : Jimmy Blick
- 2005 - 2010 : Outrageous Fortune (série télévisée, 13 épisodes) : Sparky
- 2006 : Ozzie, mon meilleur ami (téléfilm) : Gilbert
- 2006 : Power Rangers : Force mystique (série télévisée, 4 épisodes) : le Maître
- 2007 : The Amazing Extraordinary Friends (série télévisée, 11 épisodes) : Dave
- 2009 : Legend of the Seeker : L'Épée de vérité (saison 1, épisode 20) : Selick
- 2009 : Diplomatic Immunity (série télévisée, 13 épisodes) : Mick Fa'auigaese
- 2010 : Avalon High : Un amour légendaire (téléfilm) : M. Atkinson
- 2011 : Underbelly : Land of the Long Green Cloud (saison 1, épisode 1) : Mac the Mick
- 2011 : 2020 : Le Jour de glace (téléfilm) : Lammer
- 2011 : Love Birds (en) : Quiz Master
- 2011 : Power Rangers : Samurai (série télévisée, 2 épisodes) : Steeleto (voix)
- 2011 - 2012 : The Almighty Johnsons (série télévisée, 4 épisodes) : Bryn
- 2014 : Power Rangers : Megaforce (série télévisée, 16 épisodes) : Damaras (voix)
- 2014 : The Dark Horse de James Napier Robertson